# Onthophagus stictus
Onthophagus stictus là một loài bọ cánh cứng trong họ Bọ hung (Scarabaeidae).